# Jonathan Knight (Sänger)

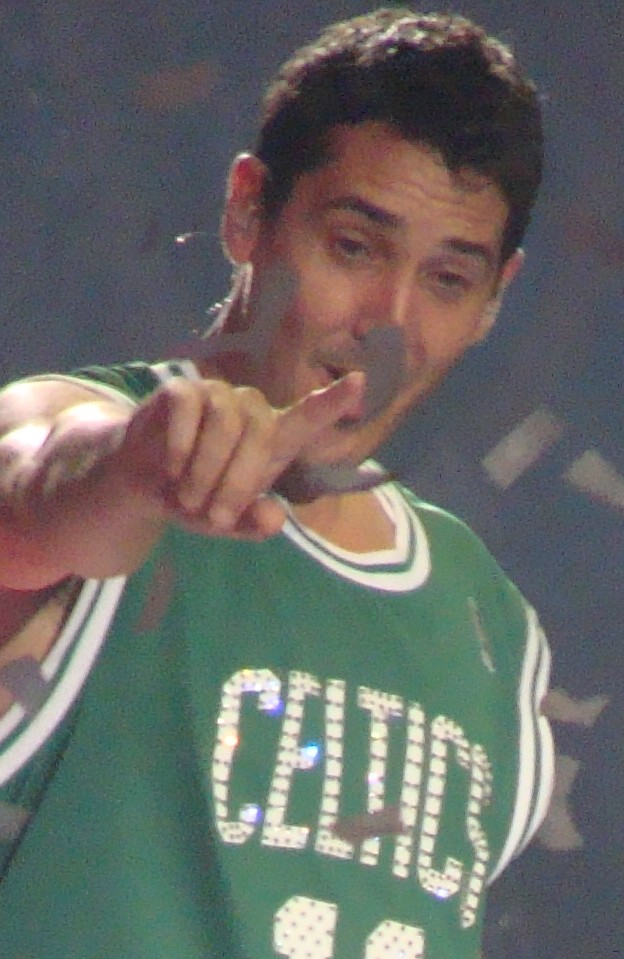
Jonathan Knight, 2011

Jonathan Rasleigh Knight (* 29. November 1968 in Worcester, Massachusetts) ist ein US-amerikanischer Sänger. Er ist ältestes Mitglied der Boygroup New Kids on the Block, die Ende der 1980er- und Anfang der 1990er-Jahre weltweit erfolgreich war.

## Leben
Knight wurde als zweitjüngstes von sechs Kindern geboren. Der Sohn kanadischer Eltern, Pfarrer Allan Knight und Sozialarbeiterin Marlene Putman, wuchs mit den zwei älteren Schwestern Allison und Sharon, den zwei älteren Brüdern David und Christopher sowie seinem jüngeren Bruder Jordan in Dorchester auf, einem Stadtviertel von Boston mit hoher Kriminalitätsrate und Drogenhandel. Da die Mutter regelmäßig Pflegekinder in die Familie aufnahm, lebten zeitweise bis zu 20 Personen im Haus.
Knight, dessen Eltern sich während seiner Jugendzeit scheiden ließen, besuchte zunächst die Roxbury School in Boston und wechselte im weiteren Verlauf zur Thayer Academy, einer privaten High School. Bereits als Kind sang er im Schul- und Kirchenchor und wurde in klassischem Ballett unterrichtet. Gemeinsam mit seinem Bruder Jordan nahm er an Sonderausbildungen für Jungen mit musikalischer Begabung teil, die die Royal School of Church Music an der Bostoner Princeton Universität anbot.
Knight, der ursprünglich Architekt werden wollte, wurde 1984 im Alter von 15 Jahren ältestes Mitglied der Boygroup New Kids on The Block. Noch vor ihrer Trennung im Jahr 1994 verließ er die Gruppe aus gesundheitlichen Gründen und zog sich vollständig aus dem Showgeschäft zurück. Er ließ sich in Essex im US-Bundesstaat Massachusetts nieder und war in den nachfolgenden Jahren als Immobilienmakler tätig. Knight ist seit August 2022 mit Harley Rodriguez verheiratet.
Im Jahr 2008 kehrte Knight im Rahmen der Wiedervereinigung der New Kids on the Block in die Öffentlichkeit zurück.

## Belege
1. ↑  Queer: Jonathan Knight hat geheiratet, 26. August 2022 (Abgerufen am 26. August 2022)

| Personendaten    | Personendaten                                  |
| ---------------- | ---------------------------------------------- |
| NAME             | Knight, Jonathan                               |
| ALTERNATIVNAMEN  | Knight, Jonathan Rasleigh (vollständiger Name) |
| KURZBESCHREIBUNG | US-amerikanischer Sänger                       |
| GEBURTSDATUM     | 29. November 1968                              |
| GEBURTSORT       | Worcester, Massachusetts                       |